# Bussy-la-Pesle
|  | Per a altres significats, vegeu «Bussy-la-Pesle (Nièvre)». |

Bussy-la-Pesle és un municipi francès al departament de la Costa d'Or (regió de Borgonya - Franc Comtat). L'any 2017 tenia 77 habitants.

## Demografia

### Població
El 2007 la població de fet de Bussy-la-Pesle era de 55 persones. Hi havia 27 famílies, de les quals 10 eren unipersonals (3 homes i 7 dones vivint soles), 7 parelles sense fills, 7 parelles amb fills i 3 famílies monoparentals amb fills.

### Habitatges
El 2007 hi havia 45 habitatges, 28 eren l'habitatge principal de la família, 15 eren segones residències i 3 estaven desocupats. 45 eren cases i 1 era un apartament. Dels 28 habitatges principals, 24 estaven ocupats pels seus propietaris, 3 estaven llogats i ocupats pels llogaters i 1 estava cedit a títol gratuït; 3 tenien dues cambres, 3 en tenien tres, 6 en tenien quatre i 16 en tenien cinc o més. 20 habitatges disposaven pel capbaix d'una plaça de pàrquing. A 10 habitatges hi havia un automòbil i a 14 n'hi havia dos o més.

## Economia
El 2007 la població en edat de treballar era de 34 persones, 24 eren actives i 10 eren inactives. De les 24 persones actives 22 estaven ocupades (12 homes i 10 dones) i 2 estaven aturades (2 dones i 2 dones). De les 10 persones inactives 8 estaven jubilades, 1 estava estudiant i 1 estava classificada com a «altres inactius».
Activitats econòmiques
Dels 4 establiments que hi havia el 2007, 2 eren d'empreses de construcció, 1 d'una empresa de comerç i reparació d'automòbils i 1 d'una empresa de serveis.
L'únic servei als particulars que hi havia el 2009 era un electricista.
L'any 2000 a Bussy-la-Pesle hi havia 4 explotacions agrícoles que ocupaven un total de 464 hectàrees.